# William Bross

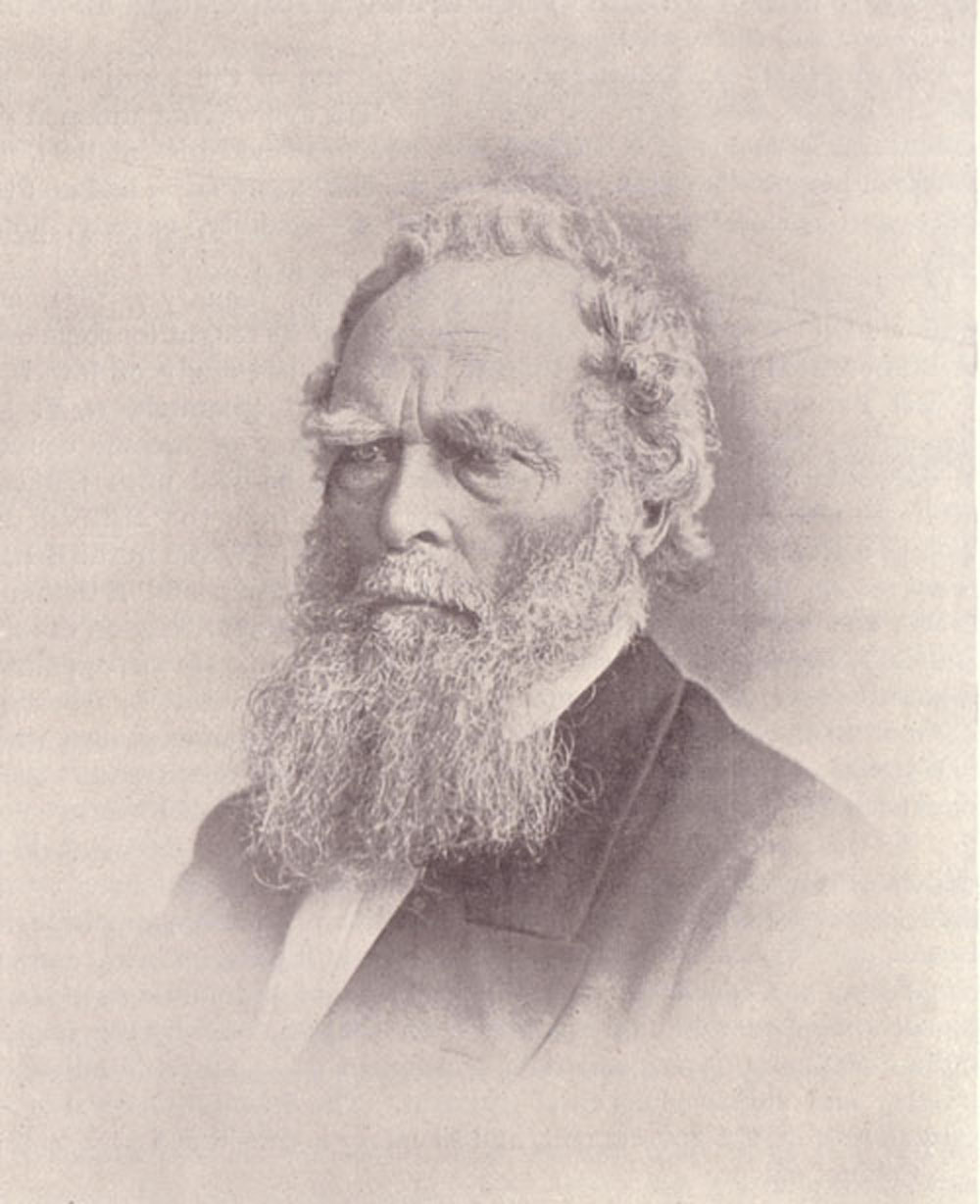
William Bross

William Bross (* 4. November 1813 in Port Jervis, Orange County, New York; † 27. Januar 1890 in Chicago, Illinois) war ein US-amerikanischer Politiker. Zwischen 1865 und 1869 war er Vizegouverneur des Bundesstaates Illinois.

## Werdegang
Im Jahr 1838 absolvierte William Bross das Williams College. Anschließend begann er eine lange Laufbahn in der Zeitungsbranche. Er war Mitbegründer, Chefredakteur und Präsident der Zeitung Chicago Tribune. Außerdem war er Kurator des Lake Forest College. Politisch schloss er sich der Republikanischen Partei an.
1864 wurde Bross an der Seite von Richard James Oglesby zum Vizegouverneur von Illinois gewählt. Dieses Amt bekleidete er zwischen dem 16. Januar 1865 und dem 11. Januar 1869. Dabei war er Stellvertreter des Gouverneurs. Nach dem Ende seiner Zeit als Vizegouverneur ist er politisch nicht mehr in Erscheinung getreten. Er starb am 27. Januar 1890 in Chicago, wo er auch beigesetzt wurde.